# Cicadula lineatopunctatus
Cicadula lineatopunctatus är en insektsart som beskrevs av Matsumura 1908. Cicadula lineatopunctatus ingår i släktet Cicadula och familjen dvärgstritar. Inga underarter finns listade i Catalogue of Life.